# Кенжеев, Жанарбек Салимбаевич
Жанарбек Салимбаевич Кенжеев (р.5 августа 1985) — киргизский борец греко-римского стиля, двукратный чемпион Азии.

## Биография
Родился в 1985 году в Таласе. В 2003 году завоевал бронзовую медаль чемпионата мира среди юниоров. В 2004 году стал серебряным призёром чемпионата Азии, а также принял участие в Олимпийских играх в Афинах, но там стал лишь 13-м. В 2005 году стал чемпионом мира среди юниоров, а на чемпионате Азии завоевал бронзовую медаль. В 2006 году стал обладателем бронзовой медали Азиатских игр. В 2007 году вновь стал бронзовым призёром чемпионата Азии. В 2010 году завоевал бронзовые медали Азиатских игр и чемпионата Азии. В 2014 году стал чемпионом Азии. В 2016 году снова стал чемпионом Азии.